# Work It Out (canção de Beyoncé)
"Work It Out" é uma canção escrita pela cantora e compositora norte-americana Beyoncé Knowles e prozudida por Pharrell e Chad Hugo para a trilha sonora do filme de 2002 Austin Powers in Goldmember, no qual Beyoncé atua como Foxxy Cleopatra. A canção foi incluída também no álbum Dangerously in Love de 2003, mais a música não foi incluída na edição dos Estados Unidos.
A música foi lançada como single no dia  2002, e alcançou a posição de número 11 na Billboard Hot Dance Club Songs. Já na Europa o single teve uma boa recepção, conseguindo alcançar a sétima posição no Reino Unido e a terceira na Noruega. O videoclipe da música foi dirigido por Matthew Rolston. No vídeo Beyoncé imita as performances de Tina Turner.

## Formatos e faixas
CD single
1. Work It Out (Call Out Hook) (0:11)
2. Work It Out (Radio Edit) (3:23)
3. Work It Out (Album Version) (4:07)
4. Work It Out (Instrumental) (4:07)
5. Work It Out (A Cappella) (3:51)

Reino Unido CD single
1. Work It Out (Radio Edit) (3:43)
2. Work It Out (Blow Your Horn Dub) (9:57)

## Prêmios
| Ano  | Prêmio            | Nomeação                               | Categoria                             | Resultado |
| ---- | ----------------- | -------------------------------------- | ------------------------------------- | --------- |
| 2002 | Satellite Awards  | "Work It Out"                          | Best Original Song                    | Indicado  |
| 2003 | Black Reel Awards | "Work It Out"                          | Best Song                             | Indicado  |
| 2003 | Grammy Award      | "Work It Out" (Maurice's Nu Soul Mix)" | Best Remixed Recording, Non-Classical | Indicado  |